# Balta (Dakota du Nord)
Pour les articles homonymes, voir Balta.
La ville de Balta est située dans le comté de Pierce, dans l’État du Dakota du Nord, aux États-Unis. Lors du recensement de 2010, sa population s’élevait à 65 habitants.

## Démographie
| 1940 | 1950 | 1960 | 1970 | 1980 | 1990 |
| ---- | ---- | ---- | ---- | ---- | ---- |
| 263  | 196  | 165  | 133  | 139  | 79   |

| 2000 | 2010 | - | - | - | - |
| ---- | ---- | - | - | - | - |
| 73   | 65   | - | - | - | - |

## Source
- (en) Cet article est partiellement ou en totalité issu de l’article de Wikipédia en anglais intitulé « Balta, North Dakota » (voir la liste des auteurs).